# روبرت إل. راسموسن
روبرت إل. راسموسن (بالإنجليزية: Robert L. Rasmussen)‏ هو ضابط ورسام أمريكي، ولد في 26 مايو 1930 في ساكرامنتو في الولايات المتحدة.